# Vinassan
Vinassan är en kommun i departementet Aude i regionen Occitanien  i södra Frankrike. Kommunen ligger  i kantonen Coursan som ligger i arrondissementet Narbonne. År 2022 hade Vinassan 2 665 invånare.

## Befolkningsutveckling
Antalet invånare i kommunen Vinassan
Referens: INSEE

## Galleri

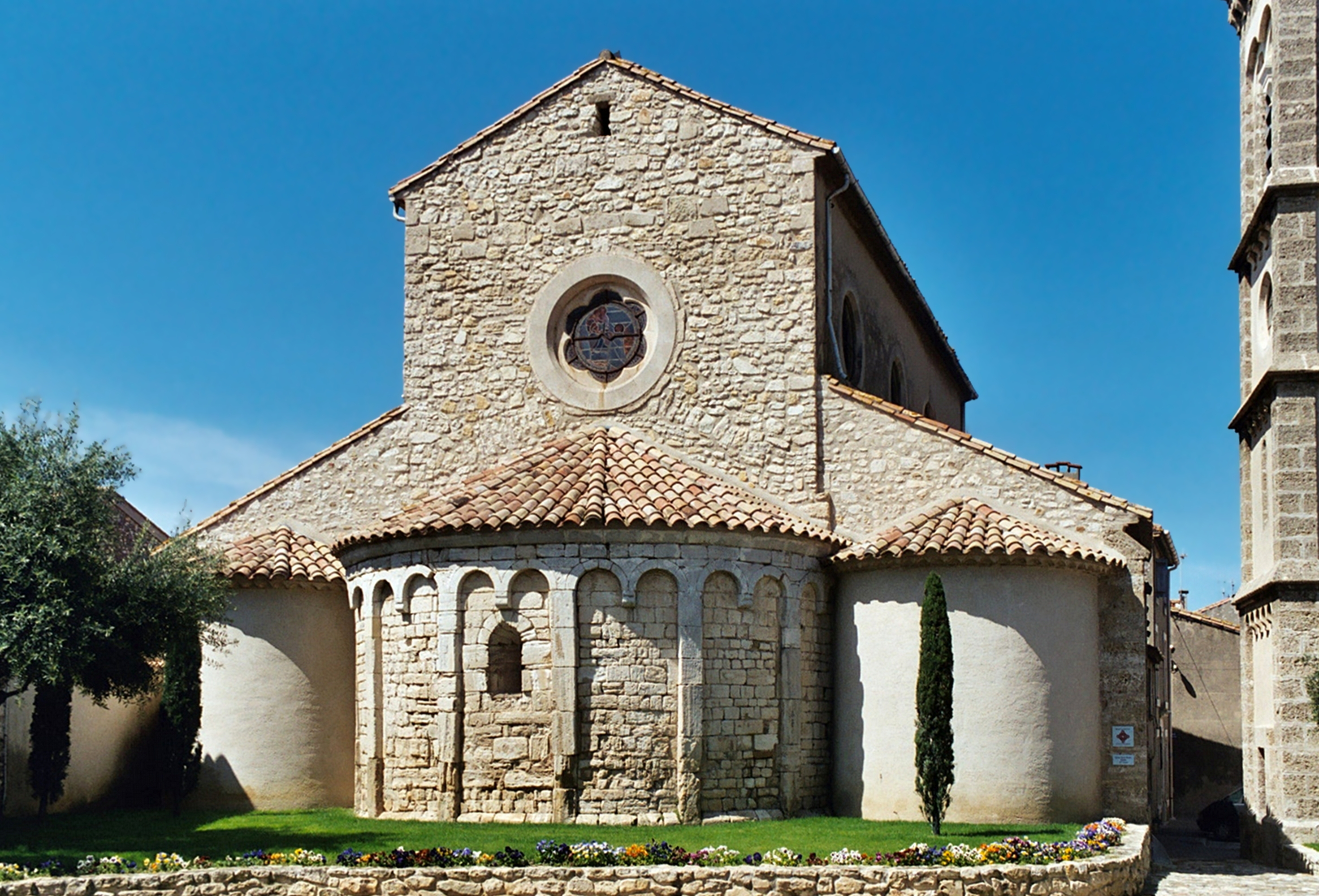
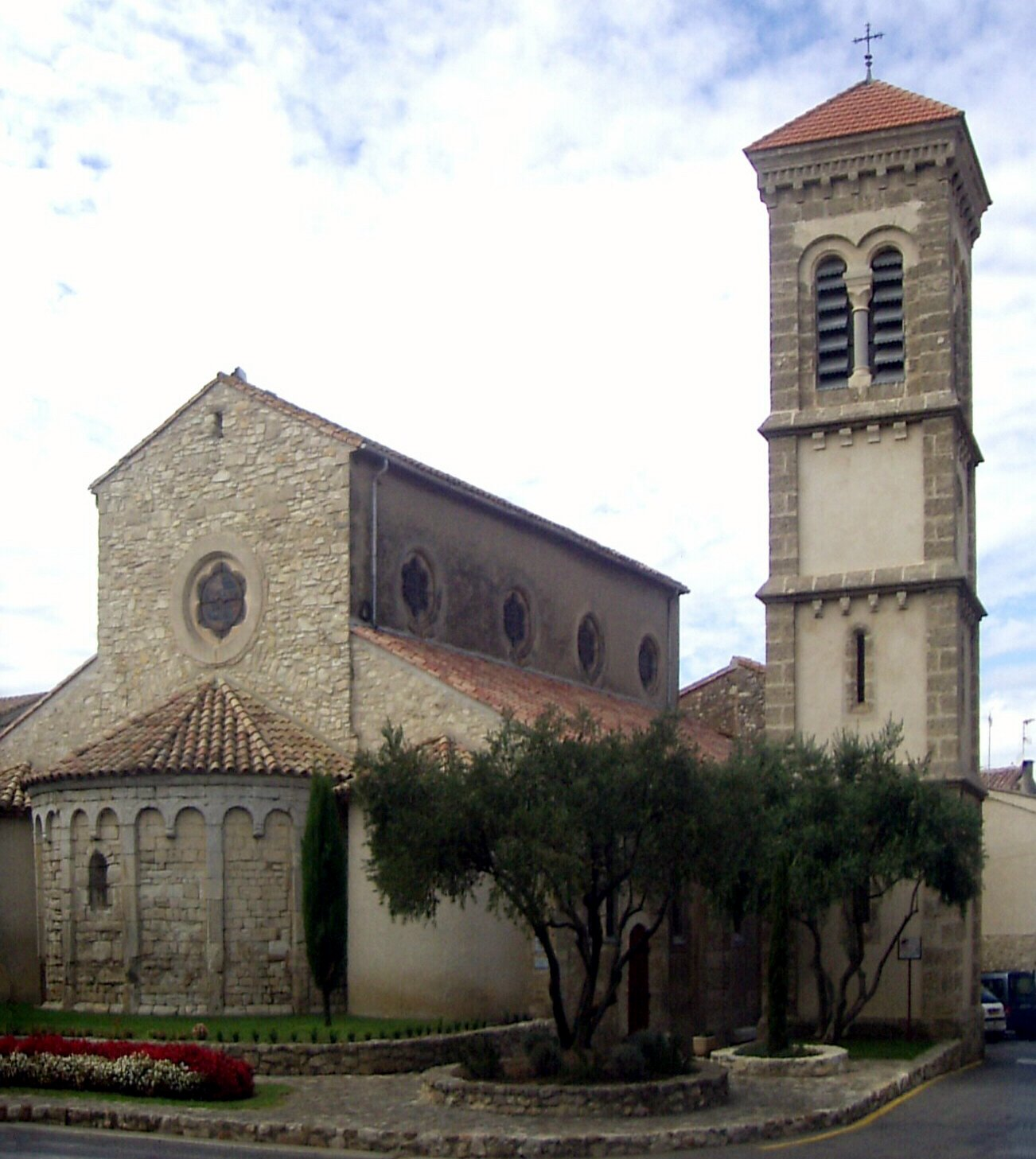
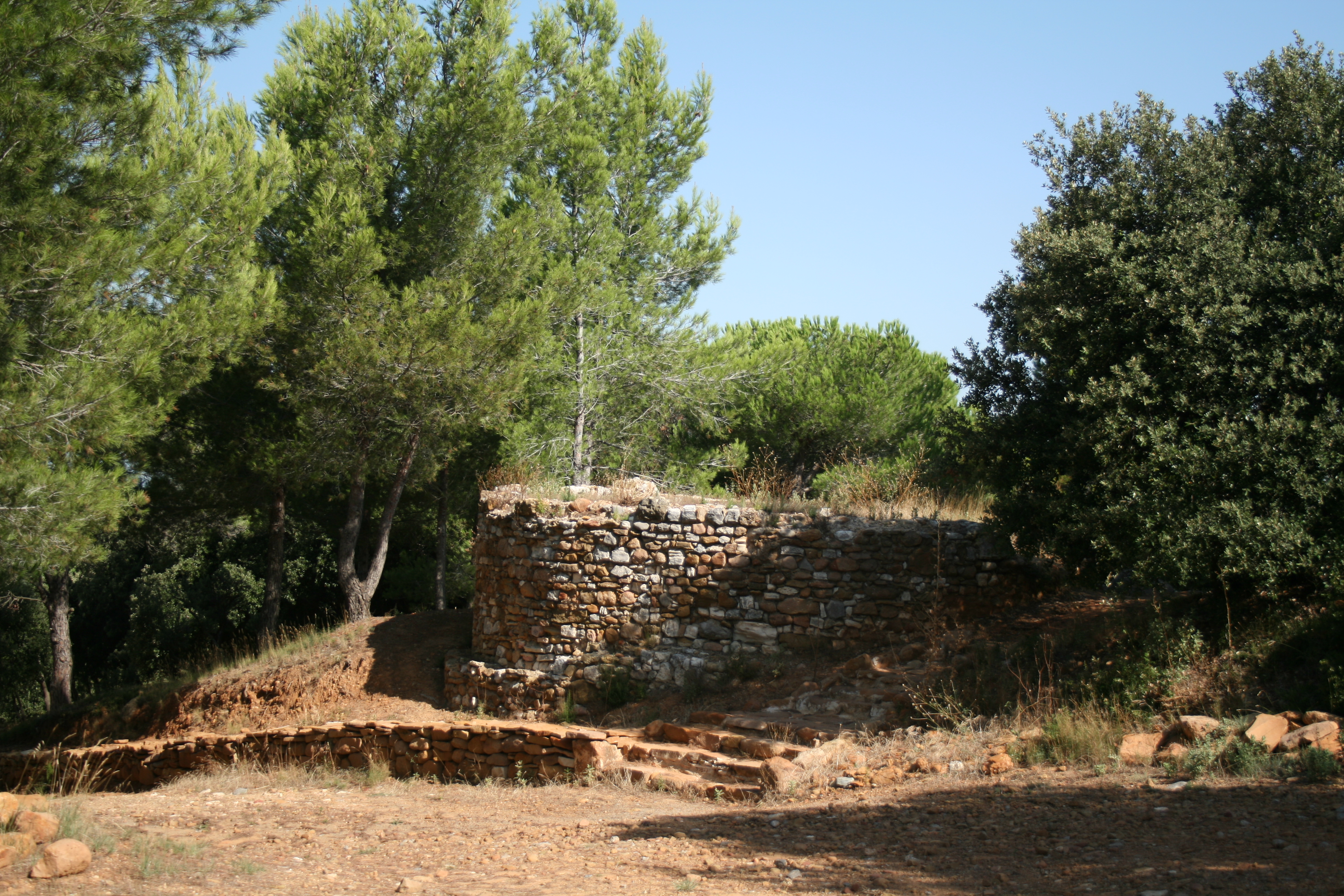
Gammalt ishus